# Masis
Masis (arménsky Մասիս) je město v provincii Araratu v Arménii. K roku 2001 mělo přes jednadvacet tisíc obyvatel.

## Poloha
Masis leží v nadmořské výšce 854 m nedaleko levého břehu Hrazdanu, který se několik kilometrů jižně od města vlévá do Araksu tvořícího zde arménsko-tureckou hranici. Od Jerevanu, hlavního města Arménie, je Masis vzdálen přibližně čtrnáct kilometrů jihovýchodně.

## Dějiny
Město bylo založena v roce 1950, přičemž dříve se na jeho území nacházely vesnice s pravděpodobně převážně ázerbájdžánským obyvatelstvem.

### Rodáci
- Armen Nazarjan (* 1974), zápasník

## Sport
Do roku 1994 ve městě působil fotbalový klub Masis FC.